# Rhododendron searleanum
Rhododendron searleanum är en ljungväxtart som beskrevs av Hermann Sleumer. Rhododendron searleanum ingår i släktet rododendron, och familjen ljungväxter. Inga underarter finns listade i Catalogue of Life.